# Квирике I Кахетинский
Квирике I (груз. კვირიკე I; ум. 918) — князь и хорепископ Кахетии в восточной Грузии с 893 по 918 год. Из династии Аревманели.

## Биография
Ему удалось стать правителем Кахетии после смерти Фадлы I Кахетинского, его возможного отца. 
В 914 году он столкнулся с арабским вторжением во главе с Юсуфом ибн Абил-Саджем, который захватил крепости Уджарма и Бочорма, но первая была возвращена Квирике после его просьбы о мире. 
В следующем году Квирике заключил союз с Константином III Абхазским против своего восточного соседа Эрети, княжества на грузино-албанских окраинах. Союзники вторглись в Эрети и разделили ее основные опорные пункты, при этом крепость Орчоби была передана Кахетии. 
После его смерти в 918 году ему наследовал его сын, Фадла II.